# William Nordhaus
William Dawbney "Bill" Nordhaus (n. 31 mai 1941, Albuquerque, New Mexico, SUA) este un economist american. În 2018 i-a fost decernat Premiul Nobel pentru Științe Economice „pentru integrarea schimbării climatice în analiza macroeconomică pe termen lung” (împreună cu Paul Romer).

## Publicații
- Invention, Growth and Welfare. A Theoretical Treatment of Technological Change. MIT Press, 1969.
- The Allocation of Energy Resources. In: Brookings Papers on Economic Activity, 1973.
- The political business cycle, Review of Economic Studies, 42, 169–190, 1975.
- Industrial Pricing in the United Kingdom, în colaborare cu Wynne Godley și Kenneth Coutts. Cambridge University Press, 1978.
- The Efficient Use of Energy Resources. Yale University Press, 1979.
- How Fast Should We Graze the Global Commons?. American Economic Review 1982.
- Reforming Federal Regulation, în colaborare cu Robert E. Litan. Yale University Press, 1983.
- The cost of slowing climate change: A survey. Energy Journal 1991
- The DICE Model: background and structure of a Dynamic Integrated Climate-Economy Model of the Economics of Global Warming Cowles Foundation For Research in Economics at Yale University Discussion Paper Nr. 1009 1992.
- Managing the Global Commons. The Economics of Climate Change. MIT Press, Cambridge, MA., 1994.
- The Swedish Nuclear Dilemma. Energy and the Environment, Resources for the Future. Washington, D.C., 1997.
- Warming the World. Economic Models of Global Warming, în colaborare cu Joseph Boyer. MIT Press, Cambridge, Mass., 2000.
- Modeling Induced Innovation in Climate-Change Policy. In: Grübler, Nakicenovic et al. (ed.) 2002 – Technological Change and the Environment
- A Question of Balance – Weighing the Options on Global Warming Policies. Yale University Press, 2008. ISBN: 9780300137484
- The Climate Casino: Risk, Uncertainty, and Economics for a Warming World. Yale University Press, 2013.